# Ryssland vid världsmästerskapen i friidrott 2009
Ryssland deltog vid Världsmästerskapen i friidrott 2009 i Berlin.

## Medaljörer
| Guld           | Guld             | Gren              | Gren |
|                | Valerij Bortjin  | 20 km gång herrar |      |
| Olga Kaniskina | 20 km gång damer |                   |      |

| Silver | Silver           | Gren                | Gren |
|        | Julija Zarudneva | 3000 m hinder damer |      |

| Brons        | Brons            | Gren          | Gren |
|              | Aleksej Zagornij | Slägga herrar |      |
| Anna Pjatych | Tresteg damer    |               |      |